# Залесе-Шляхецьке
Залесе-Шляхецьке (пол. Zalesie Szlacheckie) — село в Польщі, у гміні Льняно Свецького повіту Куявсько-Поморського воєводства.
Населення — 127 осіб (2011).
У 1975-1998 роках село належало до Бидгощського воєводства.

## Демографія
Демографічна структура станом на 31 березня 2011 року:
|          | Загалом | Допрацездатний вік | Працездатний вік | Постпрацездатний вік |
| -------- | ------- | ------------------ | ---------------- | -------------------- |
| Чоловіки | 63      | 12                 | 48               | 3                    |
| Жінки    | 64      | 15                 | 39               | 10                   |
| Разом    | 127     | 27                 | 87               | 13                   |